# Qualcosa di pulito
Qualcosa di pulito è un album del cantante Miani pubblicato nel 1992 dalla Interbeat e distribuito dalla WEA.

## Tracce
1. Tu che vivi nella giungla (G. Miani)
2. Non c'è pace tra di noi (G. Miani)
3. Un uomo piangerà (G. Miani)
4. Un piccolo aiuto (G. Miani)
5. E mi piace (G. Miani)
6. Assassino (G. Miani)
7. Quante volte noi (G. Miani)
8. Il meglio di te (G. Miani)
9. You'll be comin' home Janet Browne (G. Miani)